# I. e. 3. évezred
| Évezredek i.e. | 10. | 9. | 8. | 7. | 6. | 5. | 4. | 3. | 2. | 1. | Időszámítás kezdete | 1. | 2. | 3. | 4. | 5. | 6. | 7. | 8. | 9. | 10. | Évezredek i.sz. |

| Évszázadok i. e. | 30. | 29. | 28. | 27. | 26. | 25. | 24. | 23. | 22. | 21. |

## Események

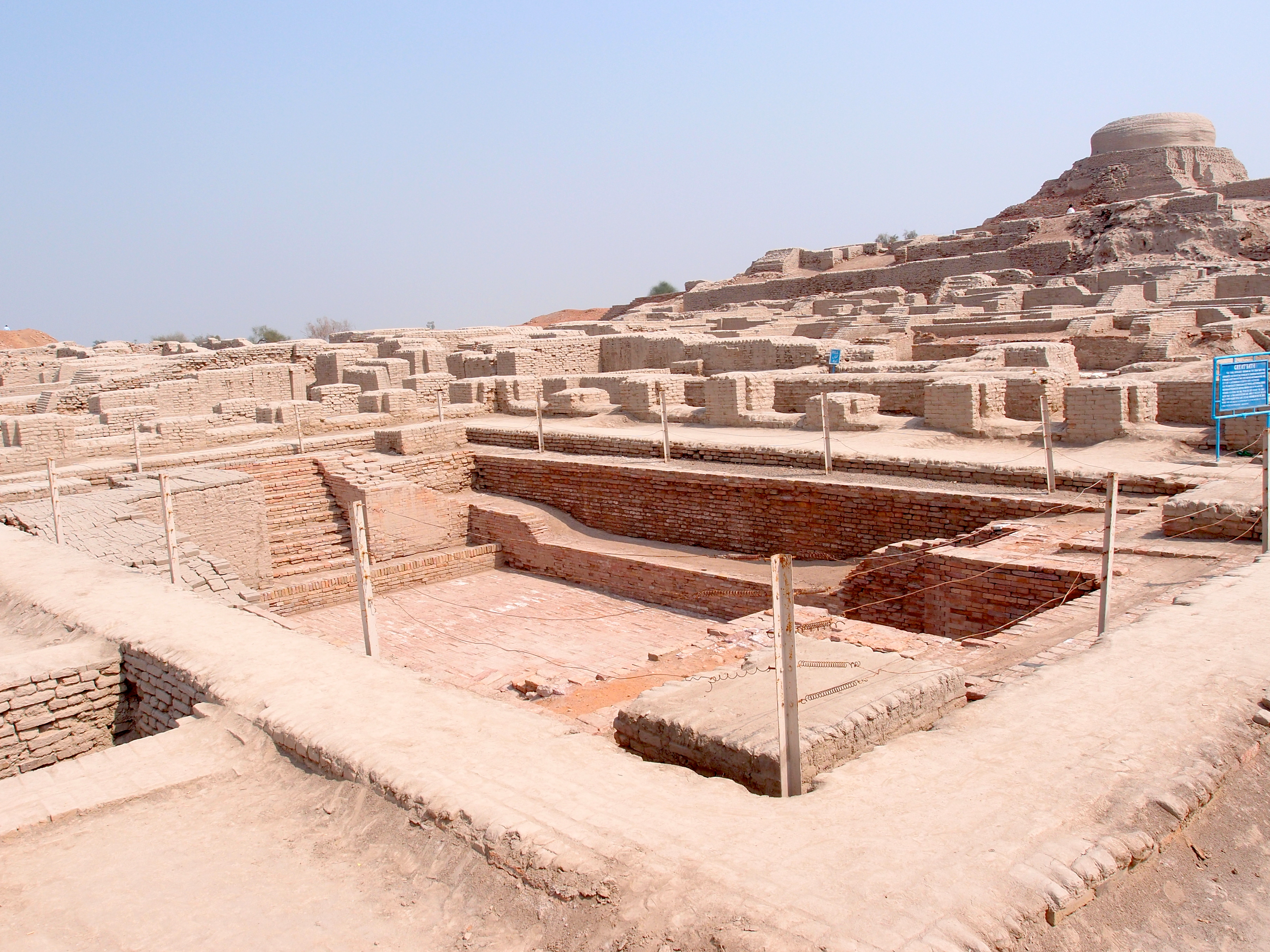
Mohendzsodáro romjai

- Mári városának alapítása (Szíria) (i. e. 29. század )
- Elámi királyság létrehozása (Irak)
- Az Indus-völgyi civilizáció egyesülése (i. e. 2600)
- Egyiptomi óbirodalom, a piramisok kora (i. e. 2650–2150)
- A Gízai nagy piramis befejezése Egyiptomban (i. e. 26. század)
- A sumer Lagas-dinasztia (kb. i. e. 2500–2300)
- A mezopotámiai Ur városának első virágkora. (i. e. 2474–2398)
- Az első sumer zikkurat felépítése
- Akkád Birodalom Mezopotámiában (i. e. 2370–2230)
- Ur város második virágzása, Sumer Birodalom (i. e. 2110–2000), a sumer birodalom fénykora
- Babilon leigázza Sumert és Elámot, Babilon első dinasztiája (i. e. 2000)
- Nagyobb kivándorlás Közép-Szaharából Nyugat-Afrikába
- Az angliai Stonehenge első fázisának befejezése

## Híres személyek
- Ur-nina, Lagas királya (i. e. 29. század)
- Dzsószer fáraó, piramisépítő (uralkodása kb. i. e. 2668–2649)
- Kheopsz (Khufu) fáraó, a gizai nagy piramis építtetője (i. e. 26. század)
- Urukagina, Lagas királya, nagy reformátor, az első ismert törvénykönyv megalkotója. (i. e. 24. század)
- Lugalsaggizi, Uruk és Umma királya, Lagas elfoglalója. (i. e. 2371–2347)
- Szargon, az Akkád Birodalom alapítója. (i. e. 2371–2316)
- Ur-Nammu, Ur 3. dinasztiájának alapítója (i. e. 2112–2095)
- Ménész fáraó i. e. 3000 körül, az egységes Egyiptom megteremtője

## Találmányok, felfedezések
- A bronz előállítása, a közel-keleti civilizációk belépnek a bronzkorba k.b. i. e. 3000
- Cserépedény kifejlesztése Amerikában (i. e. 30. század)

## Egyéb
- A bristlecone-i fenyőfa-matuzsálem kicsírázása kb. i. e. 2700, a ma élő legrégebbi fa